# Leuchtturm Norddorf

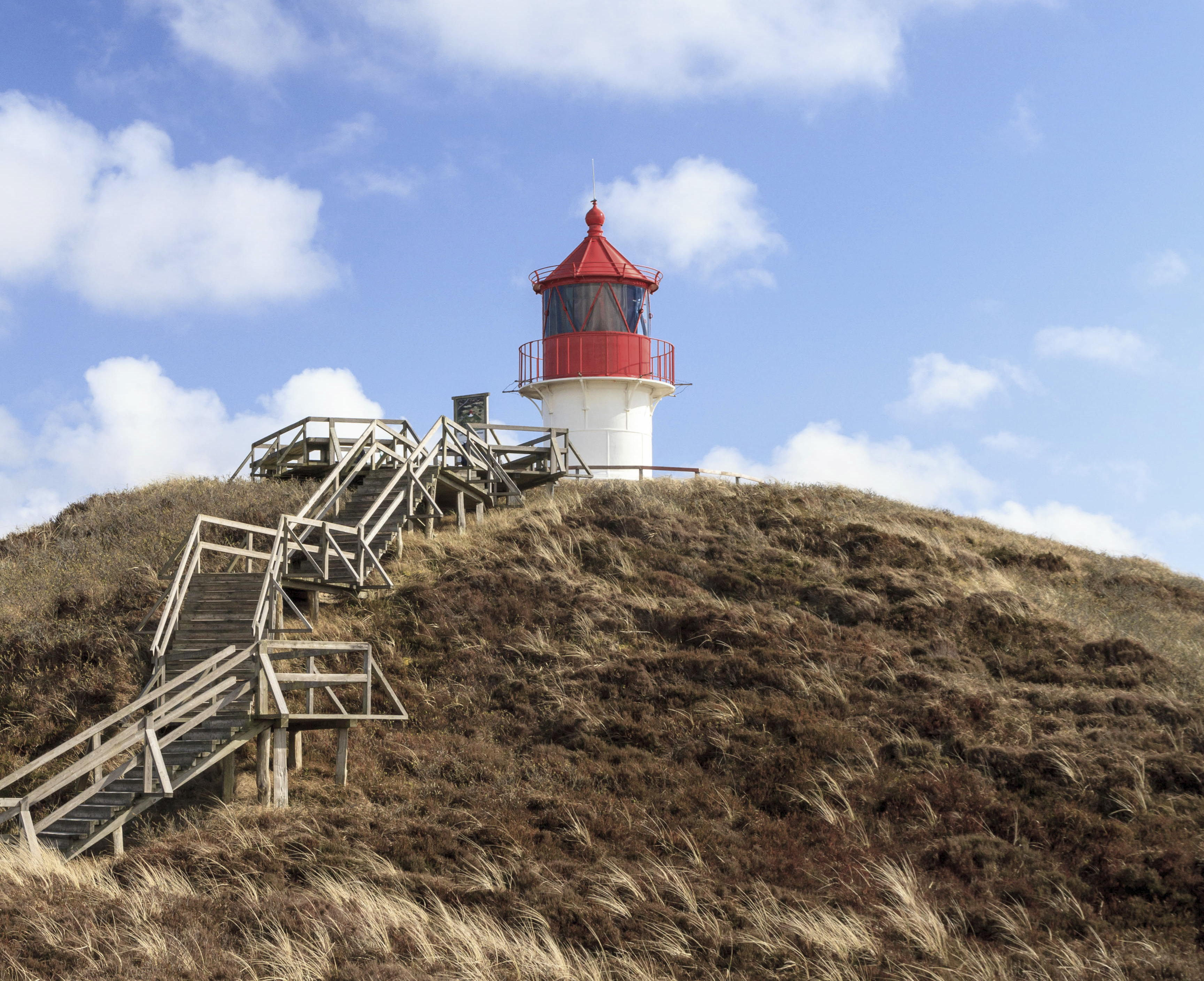
Das Leuchtfeuer auf der Düne von Nordwesten

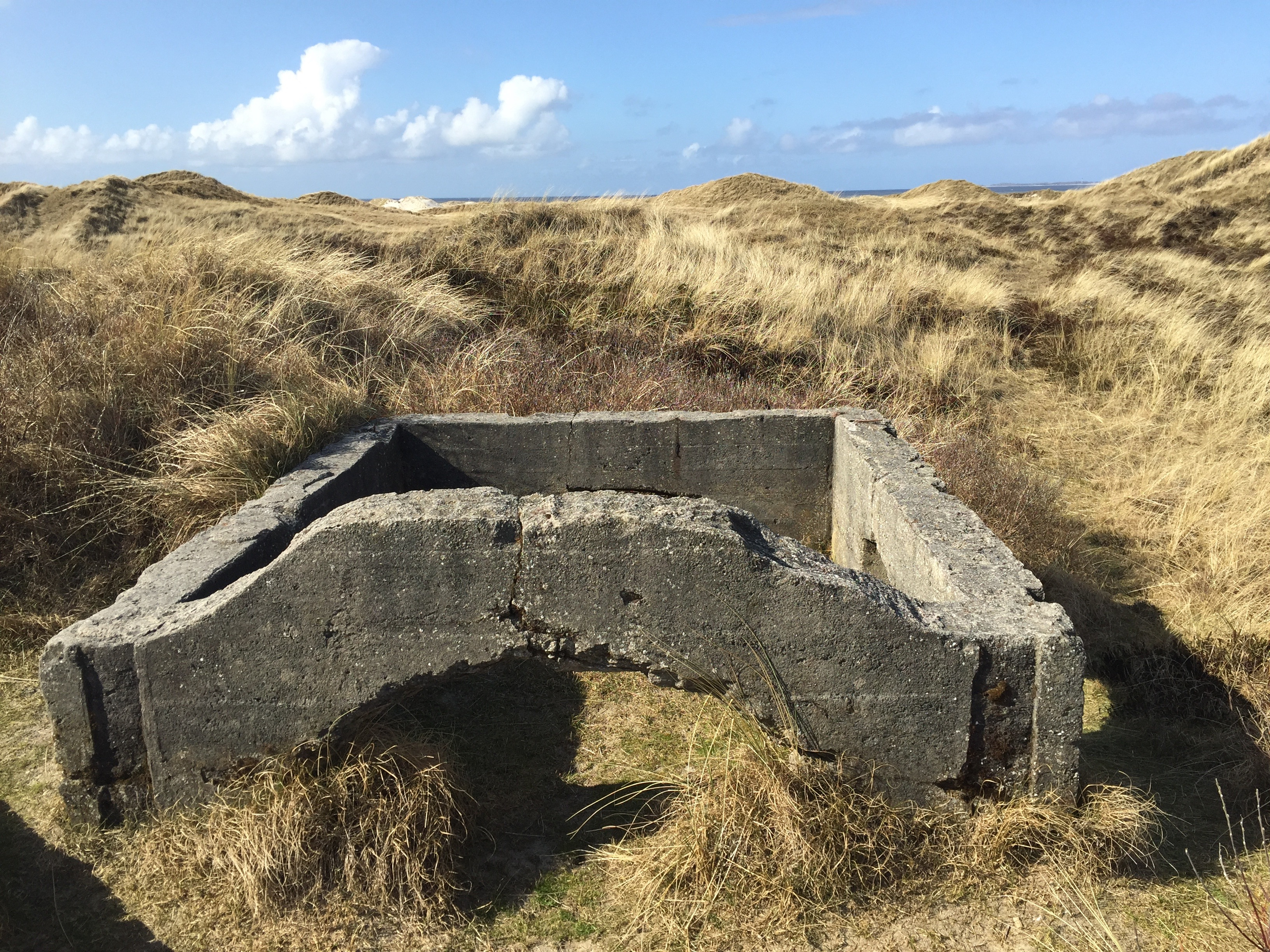
Ruine des Gasbunkers, in dem der Betriebsstoff für den Leuchtturm Norddorf bevorratet wurde

Der Leuchtturm Norddorf ist ein Leuchtfeuer im Norden der deutschen Nordseeinsel Amrum im Bundesland Schleswig-Holstein. Es steht südwestlich des Ortes Norddorf im Naturschutzgebiet Amrumer Dünen am östlichen Rand des Kniepsandes. Auf Amrum wird das Seezeichen meist als Quermarkenfeuer bezeichnet. Seine wichtigere Funktion ist jedoch die eines Leitfeuers, das der Schifffahrt zur Einsteuerung in den Hafen von Hörnum auf der benachbarten Insel Sylt dient.

## Daten
Der Leuchtturm Norddorf steht auf einer Sanddüne am westlichen Rand des Amrumer Dünengürtels. Die zwei Stockwerke hohe Konstruktion ruht auf einem knapp einen Meter hohen, konisch geformten Sockel aus Backstein. Die Wand des zylindrischen Turms besteht aus miteinander verschraubten gusseisernen Mantelplatten, die Laterne ist eine Stahlkonstruktion mit konisch geformtem Dach aus Kupfer. Die Feuerträgerhöhe des Norddorfer Leuchtturms beträgt acht Meter, die Feuerhöhe 22 Meter über dem mittleren Tidehochwasser. Der Leuchtturm zeigt drei Sektoren mit den Farben Weiß, Rot und Grün. Die Tragweiten seines elektrisch betriebenen Lichts sind 16,1 Seemeilen für den weißen Sektor, 12,9 Seemeilen für den roten und 11,8 Seemeilen für den grünen Sektor. Die Optik ist eine Gürtellinse. Die Kennung des Leuchtfeuers lautet Ubr. w. r. gn. 6 s. Seine Funktion ist die eines Leit-, Orientierungs- und Quermarkenfeuers. Die Internationale Ordnungsnummer ist B 1728.

## Geschichte
Das Leuchtfeuer Amrum Norddorf wurde im Jahr 1906 errichtet. Es wurde von der Berliner Firma Julius Pintsch AG hergestellt, die neben Leuchtfeuerlaternen auch kleine Leuchtfeuer in ihrer Produktpalette hatte. Die Architektur des Leuchtturms enthält Elemente des Jugendstils. Bei seiner Inbetriebnahme wurde der Leuchtturm mit einem  Blaugas-Glühlicht betrieben. In den 1930er-Jahren wurde das Leuchtfeuer elektrifiziert. Am westlichen Fuß der Düne des Leuchtturms steht noch die Ruine des Gasbunkers, in dem der Betriebsstoff bevorratet wurde. Mit der Überwachung des Betriebs war der in Norddorf wohnende Gustav Nahmens beauftragt. Im Jahr 1936 wurde das Leuchtfeuer zusammen mit dem Leuchtturm Amrum auf elektrisches Licht umgestellt. Seit dem 5. Dezember 1984 wird das Licht des Leuchtturms Norddorf ebenso wie das aller anderen Leuchtfeuer auf Amrum vom Wasserstraßen- und Schifffahrtsamt Tönning aus ferngesteuert.